# Zophorame simoni
Zophorame simoni là một loài nhện trong họ Barychelidae. Loài này phân bố ờ Queensland.